# Ettö naturreservat
Ettö är ett naturreservat i Öreryds socken i Gislaveds kommun och Källeryds socken i Gnosjö kommun i Jönköpings län.

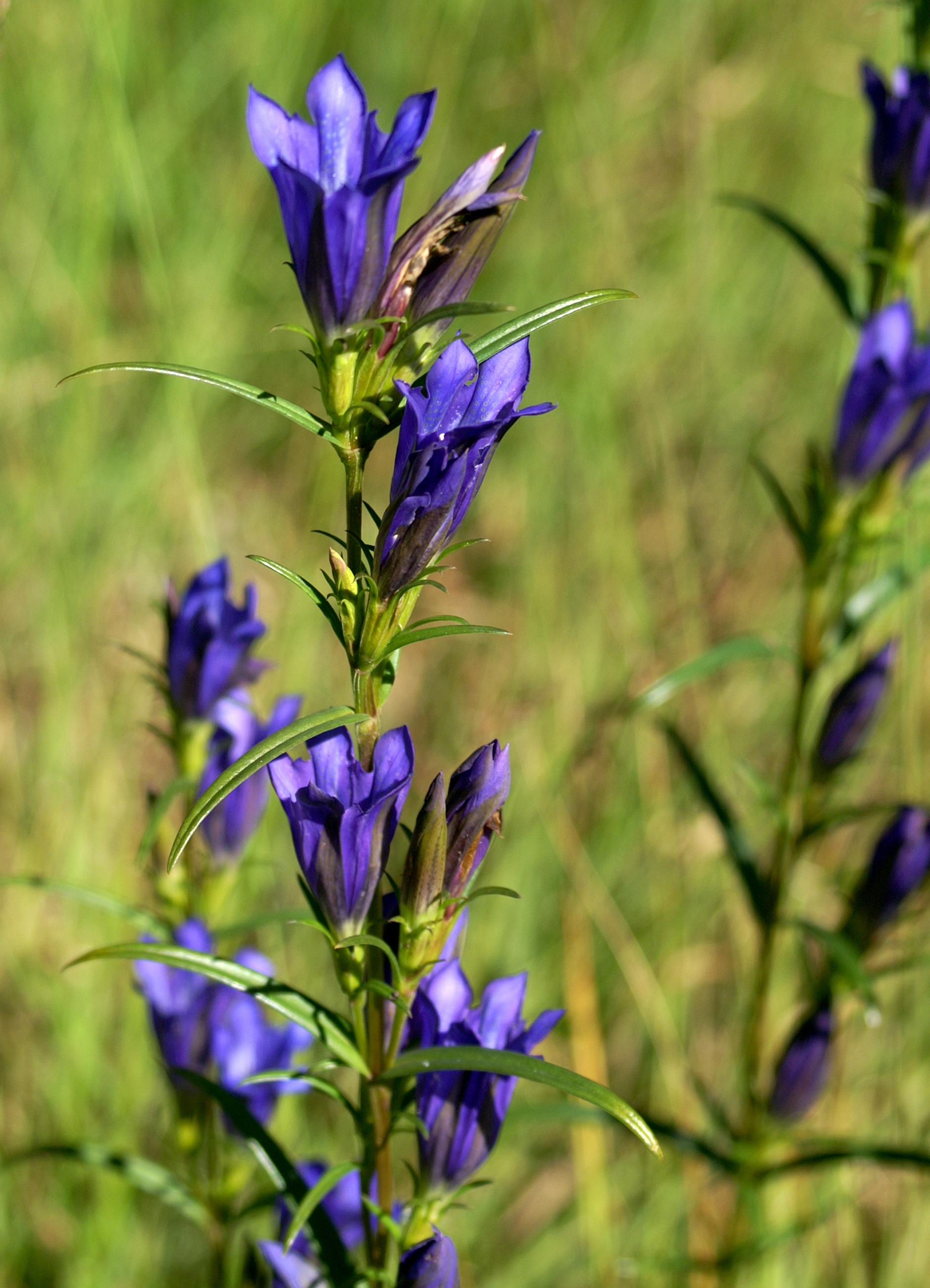
Klockgentiana förekommer i reservatet.

Reservatet omfattar 15 hektar och är skyddat sedan 2008. Området består av Svartevik, en del av Algustorpasjön och halvön Ettö som är uppbyggd av sand. Här har Nissan spolat ut sand i sjön. Här finns betade ängar, strandängar och växt av björk.
Alldeles i närheten ligger Isabergs och Värö naturreservat. I i väster passerar Nissastigen / Riksväg 26 och i närheten ligger samhällena Hestra, Nissafors bruk och Nissafors.

## Bildgalleri

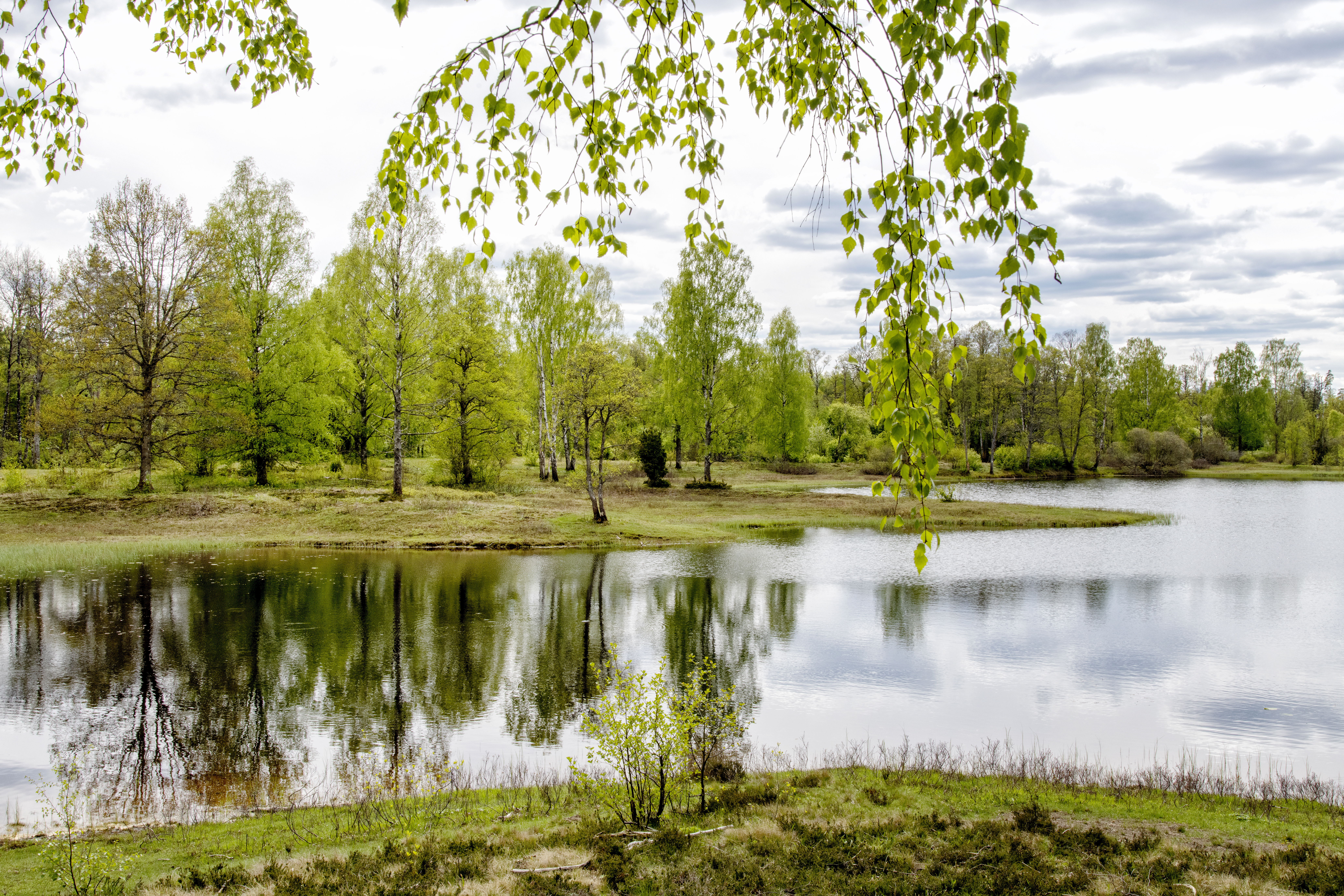
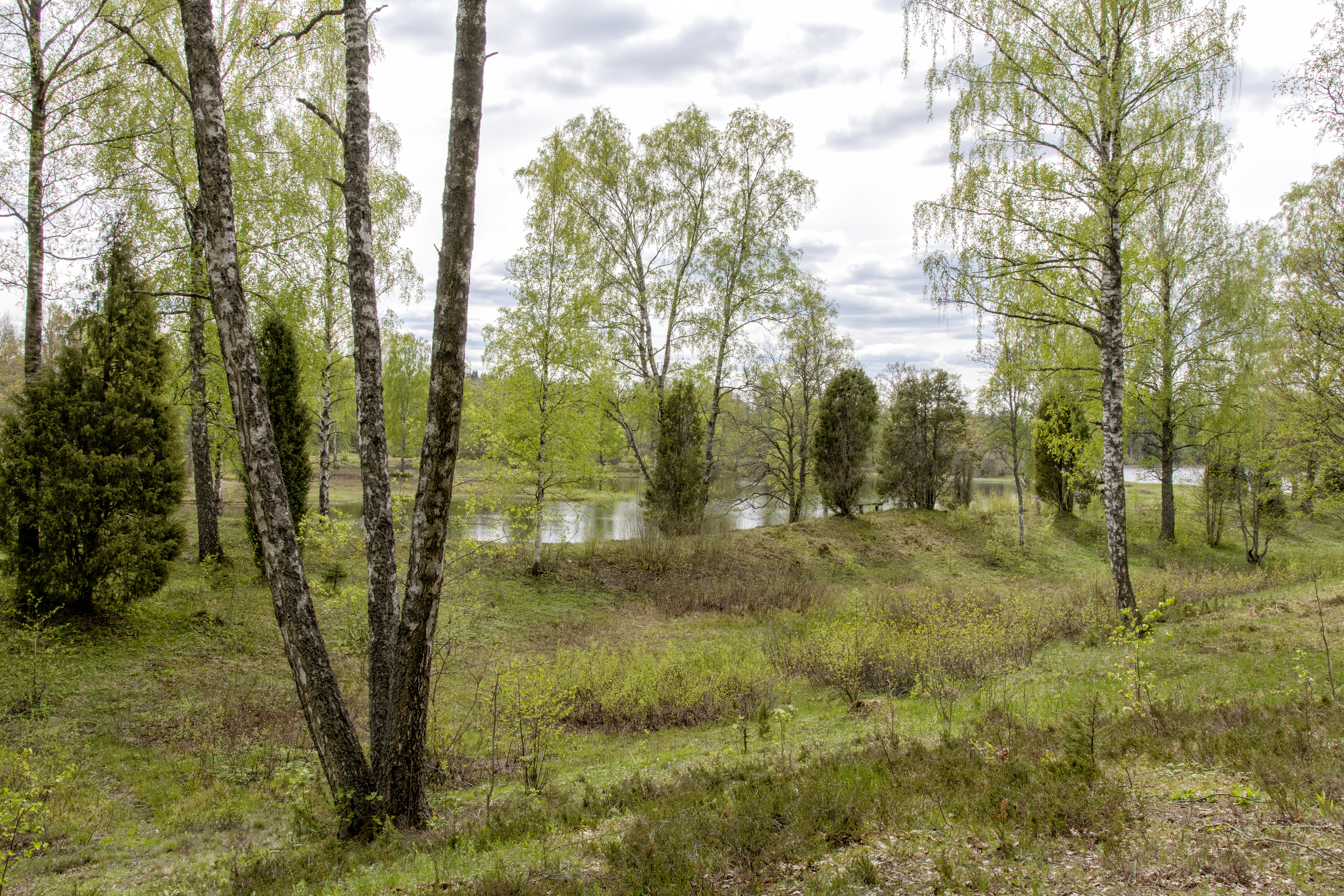
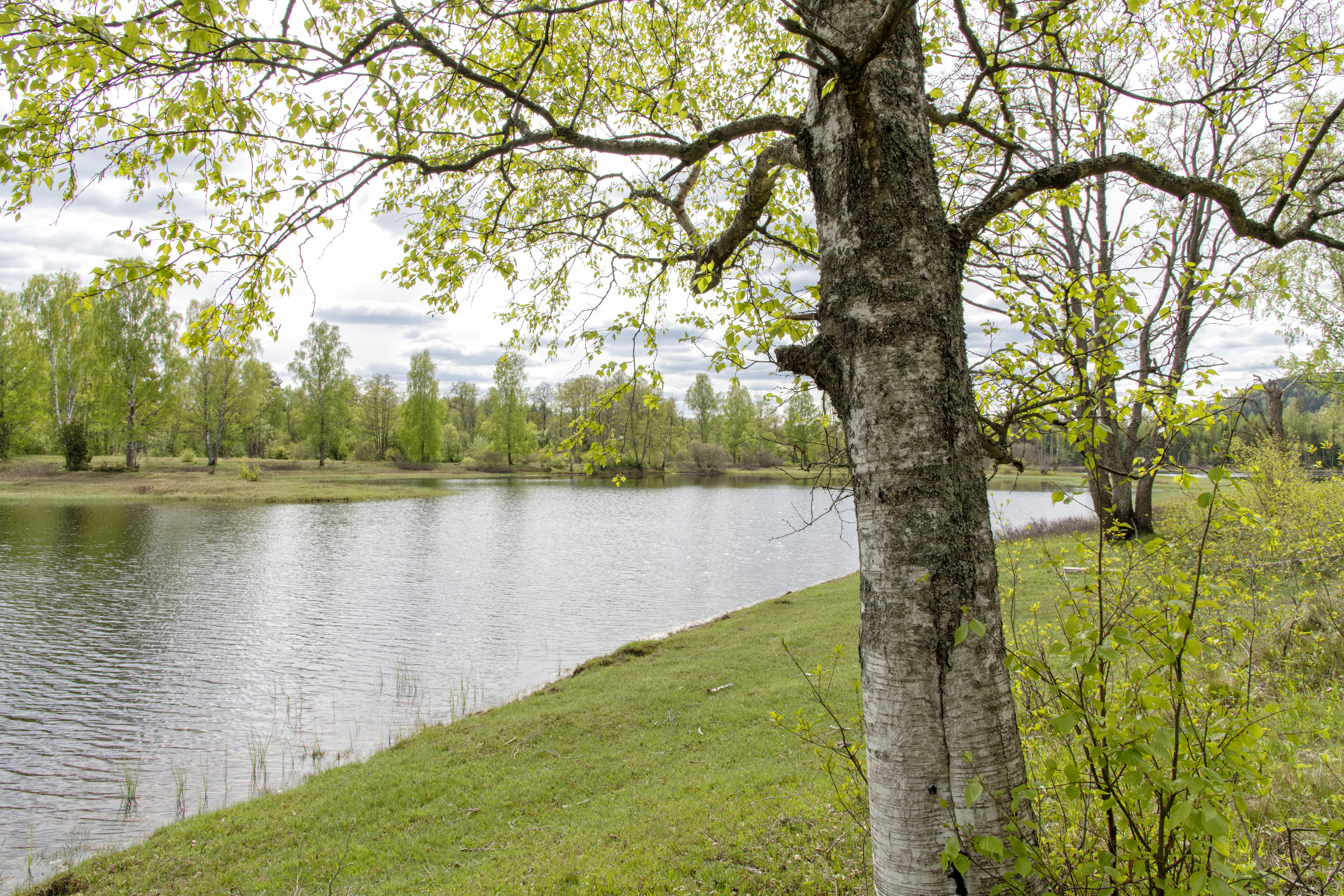